# Коріньков Олександр Олександрович
Олександр Олександрович Коріньков — молодший сержант Збройних сил України, учасник російсько-української війни, що відзначився під час російського вторгнення в Україну в 2022 році.

## Життєпис
Олександр Коріньков народився 15 жовтня 1991 року в Кіровоградській області, а проживав у Кропивницькому. Брав участь у бойових діях в рамках АТО на сході України. Ніс військову службу в складі 3-го полку спецпризначення. 16 лютого 2015 року був захоплений у полон під час виконання бойового завдання в Дебальцівському оточенні на Донеччині. У складі спецгрупи через так звану «дорогу життя» вони виводили колони поранених та вбитих українських військових з Дебальцевого й потрапили у засідку кадрових російських військових. Під час сутички загинуло двоє українських військових — 26-річний командир групи, капітан Юрій Бутусов і старший сержант Віталій Федитник. Також на місці загинув військовий журналіст — капітан 3-го рангу (посмертно), прес-офіцер сектору «С» Дмитро Лабуткін, а ще кілька воїнів дістали поранення. Молодшого сержанта Олександра Корінькова, старшину Сергія Глондара, старшого солдата Віталія Алєксіна, Олексія Сазонова, Віталія Кравця та важкопораненого сержанта Вадима Довгорука бойовики взяли у полон. Сазонову та Кравцю вдалося повернулися додому через 50 днів — у квітні 2015 року їх звільнили за допомогою волонтерів та ветеранів війни в Афганістані. Решту українських військовиків сепаратисти утримували в Макіївській колонії. Під час «роботи» на розчищенні обвалів Донецького аеропорту Алєксіну вдалося втекти. Решті бойовики не давали можливості зв'язатися з рідними, а повернулися з полону в ОРДЛО вони майже через 5 років — 29 грудня 2019 року внаслідок «великого обміну». Його зустрічали в аеропорту «Бориспіль» в рамках повернення 76 українських бранців, разом із земляками з Кіровоградської області Сергієм Глондарем (перебував у полоні також з лютого 2015 року) та Василем Жемелінським (захоплений в полон у лютому 2018 року). Повернувся у Кропивницький до родини 14 лютого 2020 року.

## Родина
Одружений з Юлією за декілька тижнів до бою під Дебальцевим.

## Нагороди
- орден За мужність III ступеня (2017) — за вагомий особистий внесок у зміцнення обороноздатності Української держави, мужність, самовідданість і високий професіоналізм, виявлені під час бойових дій, зразкове виконання службових обов'язків
- відзнака Міністерства оборони України «За зразкову службу» (2014).